# 조쉬 프라이덴버그

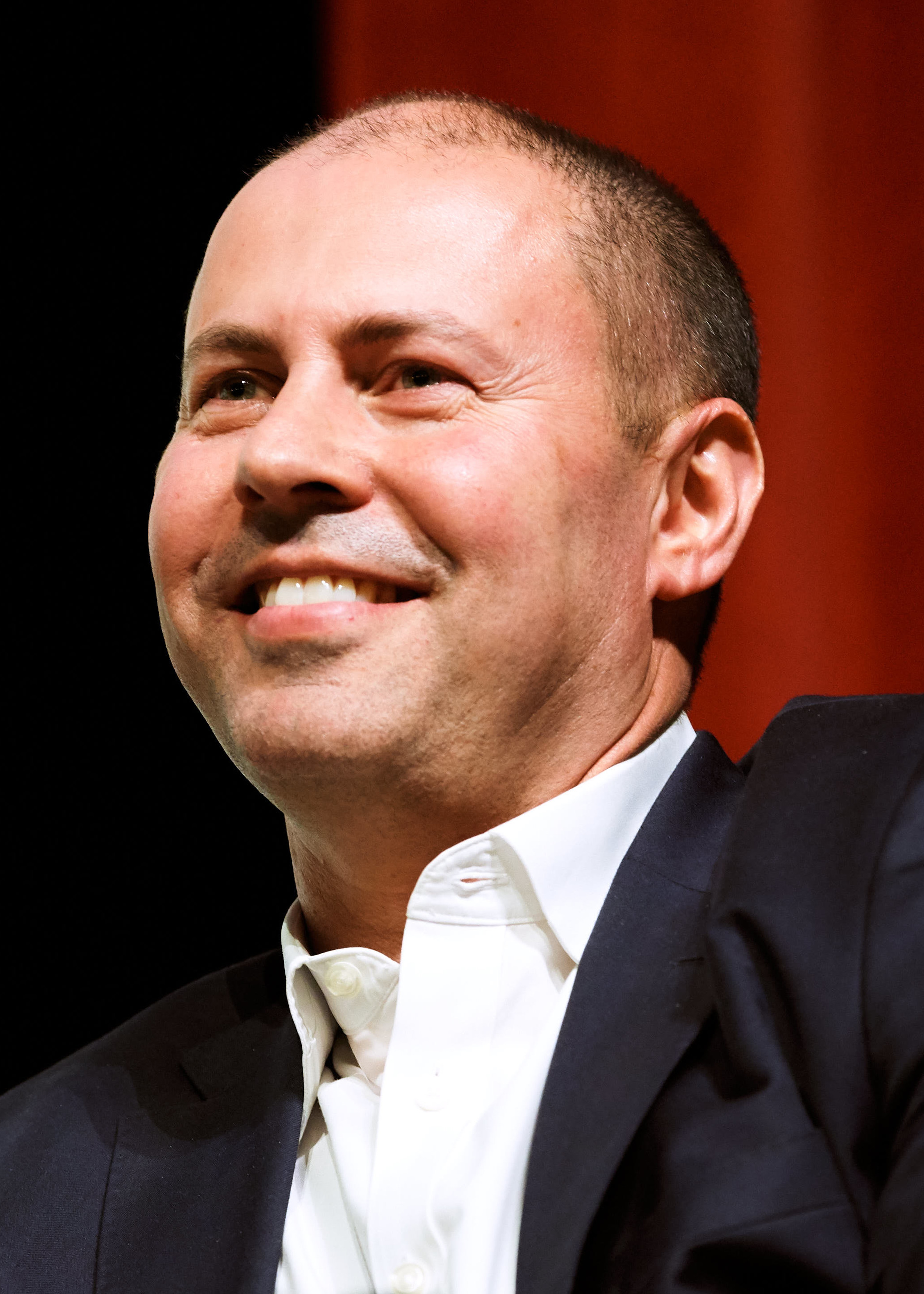

조슈아 앤서니 프라이덴버그(영어: Joshua Anthony Frydenberg, 1971년 7월 17일 ~ )는 오스트레일리아의 정치인이다. 2018년 8월 24일부터 2022년 5월 23일까지 재무부 장관이었으며, 자유당의 부대표이다. 그는 2010년 8월부터 2022년 5월까지 쿠용 지역구의 국회의원을 지냈다.
2013년부터 2018년까지 토니 애벗 및 맬컴 턴불 내각 하에서 자원부 장관, 북부 장관 및 환경자원부 장관을 지냈다. 2018년 8월 24일 전당대회에서 스콧 모리슨이 당대표로 선출되었고, 프라이덴버그는 부대표로 선출되었다. 이후 신임 총리가 된 모리슨에 의해 재무장관으로 등용되었다.

## 역대 선거 결과
| 선거명      | 직책명                 | 대수 | 정당                  | 1차 득표율 | 1차 득표수 | 2차 득표율 | 2차 득표수 | 결과 | 당락             |
| ----------- | ---------------------- | ---- | --------------------- | ---------- | ---------- | ---------- | ---------- | ---- | ---------------- |
| 2010년 선거 | 하원의원 (쿠용 선거구) | 43대 | 오스트레일리아 자유당 | 52.56%     | 42,728표   |            |            | 1위  | 쿡 하원의원 당선 |
| 2013년 선거 | 하원의원 (쿠용 선거구) | 44대 | 오스트레일리아 자유당 | 55.69%     | 48,802표   |            |            | 1위  | 쿡 하원의원 당선 |
| 2016년 선거 | 하원의원 (쿠용 선거구) | 45대 | 오스트레일리아 자유당 | 58.22%     | 52,401표   |            |            | 1위  | 쿡 하원의원 당선 |
| 2019년 선거 | 하원의원 (쿠용 선거구) | 46대 | 오스트레일리아 자유당 | 49.41%     | 48,928표   | 55.70%     | 55,159표   | 1위  | 쿡 하원의원 당선 |
| 2022년 선거 | 하원의원 (쿠용 선거구) | 47대 | 오스트레일리아 자유당 | 42.66%     | 43,736표   | 47.06%     | 48,241표   | 2위  | 낙선             |